# Copidosoma dudichi
Copidosoma dudichi is een vliesvleugelig insect uit de familie Encyrtidae. De wetenschappelijke naam is voor het eerst geldig gepubliceerd in 1982 door Szelényi.